# 腓特烈·埃爾德曼 (安哈特-普雷斯)
腓特烈·埃爾德曼（德語：Friedrich Erdmann，1731年10月27日—1797年12月12日），安哈特-普雷斯親王，安哈特-克滕親王奧古斯特·路德維希的幼子。

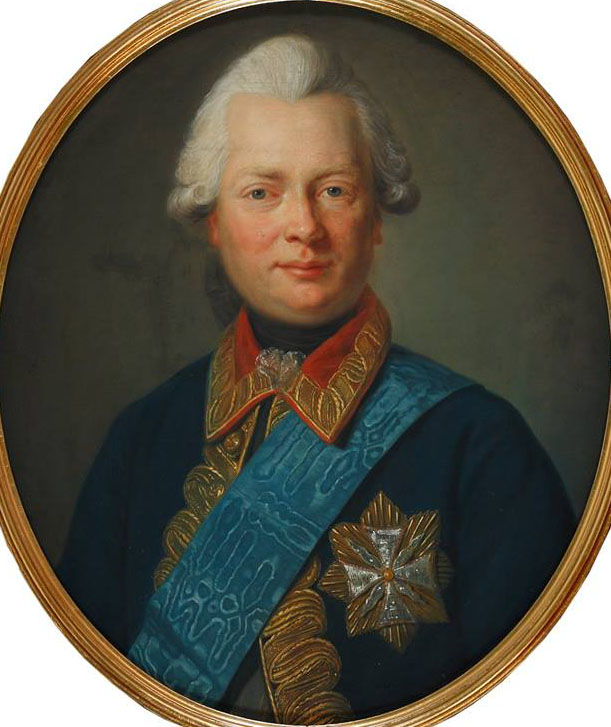

## 家庭
1766年，腓特烈·埃爾德曼與外甥女路易絲·費迪南德（Luise Ferdinande）結婚。路易絲·費迪南德的父親是斯托貝格-維尼格羅德伯爵海因里希·恩斯特，母親是腓特烈·埃爾德曼的姐姐克莉絲汀·安娜（Christiane Anna）。兩人共有4子1女：
1. 埃曼努爾（1768年—1808年），因智能障礙被排除繼承權
2. 腓特烈·斐迪南（1769年—1830年），安哈特-克滕公爵
3. 安娜·艾蜜莉（德语：Anna Emilie von Anhalt-Köthen-Pleß）（1770年—1830年）
4. 海因里希（1778年—1847年），安哈特-克滕公爵
5. 路德維希（英语：Louis, Prince of Anhalt-Pless）（1783年—1841年）